# Alboin
Alboin (6. století? – 572 Verona) byl langobardský král vládnoucí v letech 560 až 572. Do Panonie a Norika, kde tehdy Langobardi sídlili, údajně pozval na 20 000 Sasů se ženami a dětmi, aby se zde usídlili. Později z Panonie odvedl Langobardy do Itálie, kde si v několika málo letech podrobili velké části země. V roce 567 se spojil s Avary, a společně porazili germánský kmen Gepidů, kteří ovládali města Sirmium (Sremska Mitrovica) a Singidunum (Bělehrad). Tato bitva vznikla pravděpodobně z podnětu Byzantinců. Následně pokračoval v tažení Itálií, když v letech 568–572 využil zaneprázdněnost císaře Justina II. v jiných částech říše, čímž postupně dobyl celou severní Itálii, včetně měst Milána, Pávie a Verony. Roku 570 se prohlásil za vládce Itálie, ovšem už o dva roky později ho nechala jeho manželka Rosamunda zavraždit.